# Фернандо Васкес
Фернандо Васкес (ісп. Fernando Vázquez, нар. 24 жовтня 1954, О-Піно) — іспанський футбольний тренер.

## Кар'єра тренера
Народився у багатодітній родині й працював викладачем англійської мови, а також паралельно грав за аматорські футбольні команди «Арсу», «Негрейра» і «Спортінг Лампон». 1986 року Васкес зайнявся тренерською діяльністю, очоливши тренерський штаб клубу «Лалін». З командою 1987 року вийшов з Терсери до Сегунгди Б, але 1990 року вилетів назад.
1991 року став головним тренером «Расінга Ферроль», з яким теж вийшов до Сегунди Б, а у сезоні 1994/95 тренував у цьому ж дивізіоні клуб «Луго».
1995 року дебютував у вищому дивізіоні Іспанії, очоливши «Компостелу», з якою у перших двох сезонах зайняв високі десяте та одинадцяте місця відповідно, але Фернандо Васкес був звільнений з поста головного тренера клубу після 27-го туру сезону 1998/99, коли команда зі столиці Галіції посідала 19-ту сходинку Ла Ліги, попри яскраву гру болгарського форварда Любо Пенєва (за підсумками першості він з 16 м'ячами став четвертим бомбардиром в боротьбі за Трофей Пічічі). Вже без Фернандо «Компостела» так і не змогла врятуватися.
Надалі по сезону Васкес тренував у вищому дивізіоні клуби «Реал Ов'єдо» та «Мальорка», а протягом сезону 1999/00 років очолював тренерський штаб клубу «Реал Бетіс», з яким зайняв друге місце у Сегунді і вийшов до Ла Ліги. Надалі Васкес три сезони зі своїми командами вилітав з Ла Ліги — 2002 року з «Лас-Пальмасом», 2003 року — з «Райо Вальєкано» та 2004 року — з «Вальядолідом».
З 2004 і по 2007 рік очолював тренерський штаб команди «Сельта Віго». У першому сезоні він зумів з другого місця в Сегунді вивести команду до Прімери. Там з великою кількістю талановитої орендованої молоді (в тому числі Давід Сілва, Хорхе Ларена, Хосе Енріке і Карлос Вела), клуб зайняв 6-те місце в Ла Лізі і вийшов до Кубка УЄФА. На наступний сезон орендовані гравці розійшлась по своїх клубах, а команда змушена була грати на три фронти (Ла Ліга, єврокубок і Кубок Іспанії). В Кубку УЄФА команда дійшла до 1/8 фіналу., але в чемпіонаті виступала не так вдало і за 9 турів до закінчення першості Васкеса змінив на посту Христо Стоїчков. Фернандо після цього повністю сконцентрувався на роботі зі збірною Галісії, яку він тренував ще з 2005 року. З цією невизнаною ФІФА та УЄФА збірною Васкес пропрацював аж до 2013 року.
У лютому 2013 року став головним тренером команди «Депортіво», що на той момент займала останнє 20-те місце , але не зумів виправити невдале становище команди, зайнявши передостаннє 19 місце та вилетівши до Сегунди. Попри невдачу Васкес залишився працювати з командою, підписавши новий контракт на два роки. За підсумками сезону 2013/14 клуб зайняв друге місце. Але у липні 2014 року Васкес був звільнений через конфлікт з керівництвом клубу.
19 січня 2016 року, після майже 18 місяців без клубу, Васкес був призначений головним тренером «Мальорки», що була на грані вильоту. Васкесу вдалося врятувати команду від вильоту в останньому турі, але наступного сезону команда виступала дуже невдало і Васкес був звільнений 6 грудня 2016 року, після лише однієї перемоги в останніх шести матчах.